# Оляндер Луїза Костянтинівна
Луї́за Костянти́нівна Оля́ндер  (нар. 25 грудня 1932  у м. Хабаровську, Хабаровський край, РРФСР) — доктор філологічних наук, професор Східноєвропейського національного університету імені Лесі Українки. Завідувач кафедри слов'янської філології факультету філології та журналістики Східноєвропейського національного університету імені Лесі Українки, почесний академік Академії вищої школи.

## Нагороди
- Міжнародна літературна премія імені Миколи Гоголя «Тріумф» за монографію «Волинський текст в українській і польській літературах XIX — XX століть» (2010 р.)
- Міжнародна літературна премія імені Григорія Сковороди «Сад божественних пісень» (2012 р.)

## Життєпис
Вищу освіту здобула в Ленінградському державному педагогічному інституті імені О. І. Герцена (1955 р.). Працювала учителем російської мови та літератури і завучем в школах-інтернатах м. Тамбова і Воронежа (Росія). З 1962 року по 1966 рік навчалася в заочній аспірантурі Орловського державного педагогічного інституту (м. Орел, Росія). У Москві захистила кандидатську дисертацію — «Творчество Л. Сейфуллиной» (1968 р.) і докторську — «Документальная проза о Великой Отечественной войне: история и поэтика» (в грудні 1992 р.) і одержала диплом доктора філологічних наук зі спеціальності 10.01.02 — «Литература народов СССР» (травень 1993 р.). 1997 року ВАК України видав диплом доктора філологічних наук зі спеціальності 10.01.02 — російська література. Почала працювати старшим викладачем у Луцькому державному педагогічному інституті імені Лесі Українки (згодом ВДУ і ВНУ імені Лесі Українки) з 1966 року на кафедрі російської та зарубіжної літератури, якою завідувала в 1972—1977 та 1987—2002 рр., з 2006 року — очолює кафедру польської філології у ВНУ імені Лесі Українки. Читає курси «Історія польської літератури» (кінець XIX –початок XXI ст.), «Історія слов'янських літератур», «Теорія літератури» (в цьому курсі польська теорія літератури розглядається в контексті світової теорії літератури), спецкурси і веде спецсемінари. Тісно співпрацює з кафедрою полоністики Київського національного університету імені Т. Шевченка. У 1977 р. присуджено звання доцента, у 1993 р. — професора, у 2001 р. обрана почесним академіком АН ВШ України, 2006 р. — дійсним академіком АН ВО України.
Сфера наукових інтересів — закономірності розвитку російської, польської української літератур XX ст., що характеризуються в історико-літературному та компаративістичному аспектах; документалістика, Волинський текст, наратологія, горькознавство, теорія літератури. Опублікувала понад 300 наукових та навчально-методичних праць, є автором 3 монографій — «Документалистика о Великой Отечественной войне: история и поэтика документальной прозы» (Львов, 1990); «Максим Горький: текст и гипертекст» (Луцьк, 2005); «Волинський текст в українській та польській літературах (ХІХ — XX ст.)», за яку отримала Міжнародну премію імені Миколи Гоголя («Тріумф») за 2010 р. [Див.: газ. «Літературна Україна» від 14.10. 2010 р., с. 8]. Л. К. Оляндер є автором-упорядником тритомної колективної монографії «Роде наш красний…» (Волинь у долях краян і людських документах) (Луцьк, 1996—1999). Монографію «Гуманізм польської літератури XX-ХХІ століть у контексті європейської художньо-філософської думки» (14 д.а.) прийнято до друку вченою радою ВНУ імені Лесі Українки.
Систематично виступає на міжнародних (Україна, Білорусь, Польща, Росія) та всеукраїнських наукових конференціях (Київ, Львів, Тернопіль, Дрогобич, Луцьк, Рівне, Житомир та ін.). Є організатором 10 міжнародних конференцій. На громадських засадах керує науковою лабораторією «Слов'янські літератури: проблеми, пошуки та перспективи вивчення», яка працює при кафедрі польської філології. Довгий час була головним редактором «Наукового вісника Волинського державного університету» (Філологічні науки), тепер член його редколегії.
З 1996 по 2008 рр. — віце-президент Волинського академічного дому, заступник головного редактора наукового часопису «Проблеми славістики», член редколегії наукового журналу «Філологічні студії», що видаються ВАД і зареєстровані ВАК України.
З січня 2005 р. та в 2007 р. — провідний науковий співробітник з держбюджетної теми «Леся Українка та її доба» (ВНУ імені Лесі Українки).
Керує науковою роботою докторантів, аспірантів, здобувачів та студентів. Виступає опонентом на захисті докторських і кандидатських дисертацій. Є членом спеціалізованої ради 58.053.02 із захисту кандидатських дисертацій у Тернопільському національному педагогічному університеті імені Володимира Гнатюка. З 10 листопада 2010 р. увійшла до складу експертної ради ВАК України зі спеціальностей 10.01.02 — російська література та і 10.01.03 — слов'янські літератури.
Л. К. Оляндер — заслужений професор ВНУ імені Лесі Українки. Нагороджена знаком «Отличник народного образования Узбекской ССР», медаллю «Ветеран праці», Почесними грамотами Волинської обласної ради народних депутатів; Почесною грамотою Міністерства освіти України, Почесною грамотою Міністерства освіти і науки України, Знаком «За наукові досягнення».

## Доробок
- Автор ідеї та упорядник тритомника «Роде наш красний. Волинь у долях краян і людських документах»
- Монографія «Максим Горький: текст і гіпертекст» (Вол. обл. друкарня, 2005).

### Державні нагороди
- Орден княгині Ольги III ст. (8 березня 2021) — за значний особистий внесок у соціально-економічний, науково-технічний, культурно-освітній розвиток Української держави, зразкове виконання службового обов’язку та багаторічну сумлінну працю[1]